# Pray (카와세 토모코의 노래)
Pray(プレイ)는 Tommy heavenly6의 5번째 싱글이다. CD뿐인 형태와 DVD가 부록되어 있는 형태 2가지로 발매되었다. DVD 부록은 초회한정판.

## 해설
표제곡은 TV 도쿄 계열 애니메이션 「은혼」의 오프닝곡이다. Tommy heavenly6 자신도 원작의 팬이라고 전해진다. 본인은 "Tommy heavenly6의 어두운 세계관 속에서 가장 밝은 관점에 가까워, 어두움도 있지만, 빛도 보이는 팝도 있는 곡"이라고 인터뷰에서 말했다.
CD 자켓이나 프로모션 비디오 같은 것은 애니메이션에 관련된 것으로 되어 있다. DVD 부록은 초회한정판, CD뿐인 초회판은 「은혼」의 캐릭터를 장식한 스티커가 부록되어 있다.

## 수록곡
1. Pray
작사: Tommy heavenly6 / 작곡・편곡: Chris Walker
  - TV 도쿄 계열 애니메이션 "은혼" 오프닝 테마
2. ABOUT U
작사: Tommy heavenly6 / 작곡・편곡: Chris Walker
3. Lost my pieces[melancholic guitar version]
작사: Tommy heavenly6 / 작곡・편곡: Lucy Henson
  - 앨범 "Tommy heavenly6"에서는 목소리가 가공되어 있으나, 이 작품에서는 목소리가 가공되어 있지 않다.
4. Pray (original instrumental)

## DVD (초회한정판에만 있는 부록)
1. Pray
카와세 토모코가 사신을 맡아 활약하는 「사신 3부작」 제 2탄. 세계관은 「은혼」을 의식 해에도 시대 풍으로 제작.

## 수록 앨범
- 옴니버스 "은혼BEST" (#1) (2009년 3월 25일)
- "Heavy Starry Heavenly" (#1,2) (2007년 3월 7일)
- "Gothic Melting Ice Cream's Darkness “Nightmare”"(#1) (2009년 2월 25일)

## 커버
- 2012년 - AMOYAMO (싱글 "LET'S GO OUT"의 기간한정생산판에 수록)